# 17506 Walschap
17506 Walschap este un asteroid din centura principală de asteroizi.

## Descriere
17506 Walschap este un asteroid din centura principală de asteroizi. A fost descoperit pe 4 aprilie 1992 la Observatorul La Silla de Eric Walter Elst. Asteroidul prezintă o orbită caracterizată de o semiaxă mare de 2,32 ua, o excentricitate de 0,10 și o înclinație de 7,2° în raport cu ecliptica.